# OK ou KO
OK ou KO est une chanson de la chanteuse française Emmy Liyana, sortie le 13 janvier 2018.

## Composition et paroles
La chanson a été écrite et composée par Zazie, William Rousseau, Jean-Pierre Pilot et Olivier Schultheis. Une nouvelle version du titre remixée par Mowlo sort 6 mois plus tard après la version originale. Un vidéo-clip est également proposé avec la sortie de ce nouveau remix. 

## Accueil

### Accueil commercial
La chanson est entrée 22e dans le classement des meilleures ventes (ventes physiques + téléchargements) en France, à la suite de sa participation à la première demi-finale de Destination Eurovision sur France 2. Elle reste deux autres semaines dans ce classement. 

## Clip vidéo
Le clip officiel de la chanson a été dévoilé sur la chaîne YouTube du nom d'Emmy Liyana le 13 juillet 2018. 

## Performances et interprétations
Le 13 janvier 2018, Emmy Liyana participe à la première demi-finale de Destination Eurovision 2018. Elle est qualifiée pour la finale. Lors de l'émission diffusée le 27 janvier 2018, elle arrive 4e. 

## Liste de pistes
| 1. | OK ou KO | 2:53 |

| 1. | OK ou KO (Mowlo Remix) | 2:45 |

## Classements
| Classement (2018)                       | Meilleure position |
| --------------------------------------- | ------------------ |
| France (Top Singles Téléchargés) (SNEP) | 22                 |
| France (Top Ventes) (SNEP)              | 22                 |